# Neurale lijst

Neurulatie van gewervelden met gedurende de sluiting van de neurale buis de vorming van neurale lijstcellen

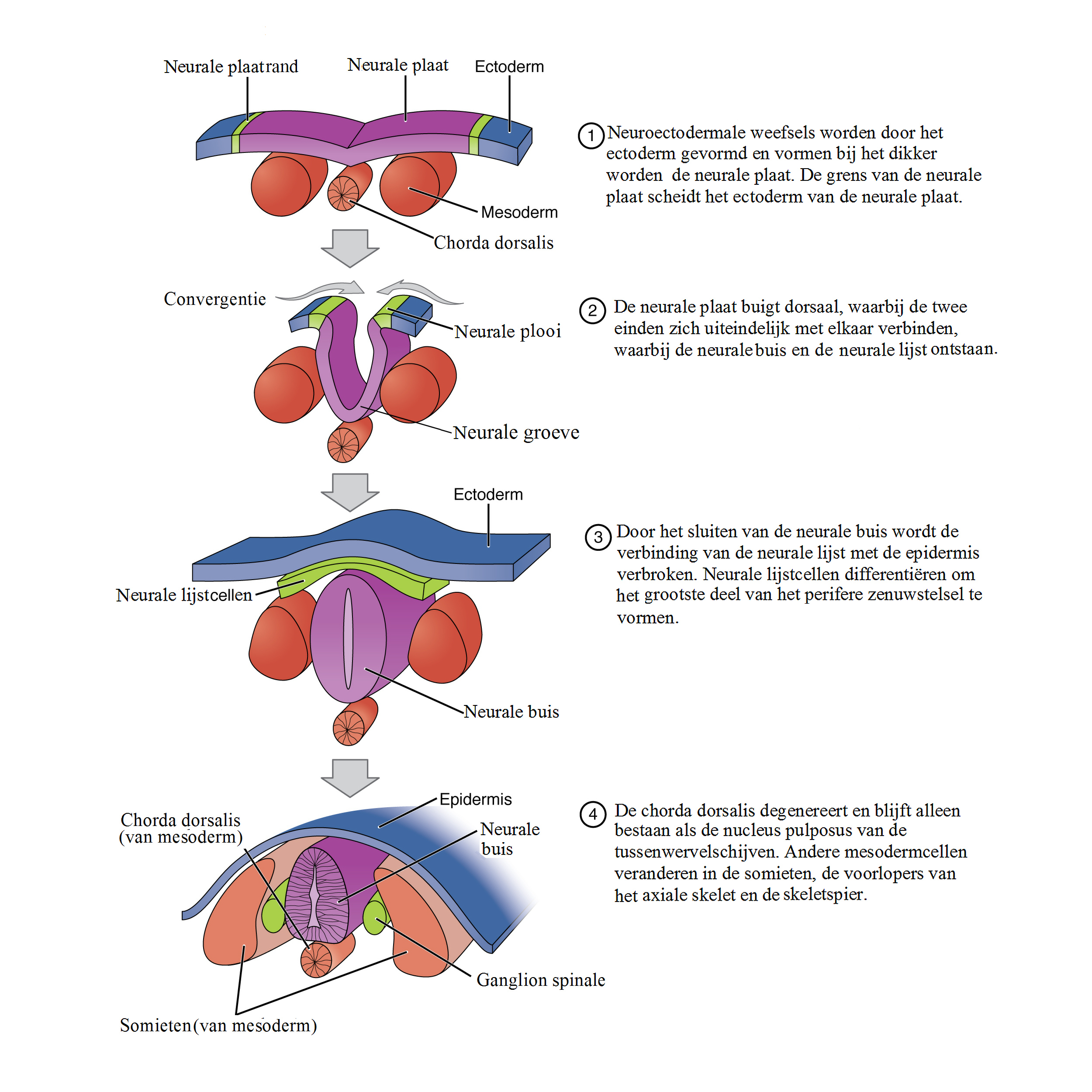
Transversale doorsneden die de ontwikkeling van de neurale plaat tot de neurale buis, neurale plooien en somieten weergeven

De neurale lijst of crista neuralis is een groep cellen die zich tijdens embryogenese in gewervelden losmaakt van het ectoderm en de neurale buis wanneer deze zich sluit tijdens neurulatie. Deze cellen worden ook wel het vierde kiemblad genoemd. De cellen liggen langs de neurale buis en migreren langs deze buis en vervolgens langs de somieten om zich te differentiëren in uiteenlopende celtypen waaronder zenuwcellen van ganglia in het perifeer zenuwstelsel.

## Vorming
Aan het eind van de gastrulatie en aan het begin van de neurulatie, vormt zich dorsaal de neurale groeve met aan weerszijden een rand op de grens met het ectoderm en de neurale plaat die de neurale lijst vormt. Deze randen zijn de neurale plooien (neural folds) die samenkomen om de neurale buis te vormen. Op deze manier wordt ook de neurale lijst ingesloten die zich zo dorsaal tussen de neurale buis en het ectoderm in bevindt. De groepen cellen die zich vervolgens hiervandaan door het embryo verspreiden zijn multipotent. Ze ondergaan voordat ze migreren een transformatie van ectodermale naar mesenchymale cellen en hebben daarom een ectomesodermisch karakter waardoor ze aan uiteenlopende organen en weefsels kunnen bijdragen. De cellen differentiëren zich in zenuwcellen die deel uit zullen maken van het perifeer zenuwstelsel. Ze differentiëren onder andere ook in glad spierweefsel in bepaalde delen van het hart en vaatstelsel, kraakbeen en bot van het oor en de farynx, chromatoforen en melanocyten.

## Geschiedenis van onderzoek
Omdat de neurale lijstcellen naar verschillende plaatsen in het embryo migreren zijn ze sinds lange tijd een belangrijk studieobject voor celmigratie. De eerste observatie van de neurale lijst werd gedaan op het embryo van de kip in 1868 door Wilhelm His. Hij zag dat de neurale plooien de bron vormen van migrerende cellen die terechtkomen langs de neurale buis en daar deel uitmaken van de spinale ganglions. In de jaren daarna werd het onderzoek vooral voortgezet op embryo's van amfibieën. Een belangrijke ontwikkeling was de vooruitgang in het vinden van kleurstoffen en markeerstoffen voor de preparaten die onderscheid konden maken tussen de verschillende cellijnen zodat de embryonale ontwikkeling daarvan precies gevolgd kon worden.

## Evolutie
Er zijn neurale lijstcellen gevonden in de vroege chordadieren en sommige speciale eigenschappen van de neurale lijstcellen hebben waarschijnlijk hun oorsprong voorbij de vroegste chordadieren tot in de vroege geschiedenis van de bilateria. Aangezien veel nieuwe morfologische en fysiologische kenmerken en veranderingen in gedrag bij de gewervelden voortkomen uit de ontwikkeling van de neuralelijstcellen, wordt de evolutie van deze celpopulatie als een belangrijke mijlpaal beschouwd in de vroegste geschiedenis van de gewervelden. De voornamelijk filterende leefstijl van lancetvisjes veranderde: de vroege gewervelden waren in staat beter te zien en konden op hun voedsel jagen. Het skelet van de kop en de kaak bij de vissen, bijvoorbeeld, is afkomstig van neuralelijstcellen. Deze evolutionaire ontwikkeling heeft de toen levende gewervelden in predatoren veranderd.